# Ramadasa fumipennis
Ramadasa fumipennis là một loài bướm đêm trong họ Noctuidae.